# 豊田祐基子
豊田 祐基子（とよだ ゆきこ ）は、日本の報道記者、政治史学者。

## 来歴・人物
東京都出身。1996年、早稲田大学政治経済学部卒業。同年、共同通信社に入社し、大阪社会部を経て2001年、東京本社。日朝国交正常化交渉、憲法取材班、防衛庁、外務省、日本銀行担当記者を経て、2009年にシンガポール支局長。2015年から2018年までワシントン特派員として、オバマ、トランプ両政権の外交・安全保障政策を取材。米公文書に基づく日米関係の報道が多い。尖閣諸島の米軍射爆場を中国との対立激化を恐れた米政府が米軍に使用停止を指示していたことなどを報じた。特別報道室在任中に国際調査報道ジャーナリスト連合に参加、五輪不正疑惑の資金ルート解明報道などを行った。2022年、ロイター通信日本支局長に就任した。ＢＳ１１などの報道番組に解説者として出演しているほか、2025年3月からはTBSの情報番組「情報7daysニュースキャスター」にコメンテーターとして出演中。
2006年から2007年、米国のジョンズ・ホプキンズ大学高等国際問題研究大学院、エドウィン・ライシャワー東アジア研究所客員研究員。
2014年、早稲田大大学院後期博士課程修了、博士（公共経営）取得。

## 著書・論文
- 『共犯の同盟史　日米密約と自民党政権』（２００９年、岩波書店）[1]
- 「『密約』の半世紀と日米安保」藤原書店編『日米安保とは何か』所収（２０１０年、藤原書店）[2]
- 『日米安保と事前協議制度　「対等性」の維持装置』（２０１５年、吉川弘文館）[3]
- 「安全保障と通商のリンケージ　沖縄返還における「糸と縄」の取引」我部政明との共筆、宮脇昇編『国際関係の争点』所収（２０１９年、志學社）[4]
- 『沖縄を世界軍縮の拠点に　辺野古を止める構想力』（２０２０年、岩波書店）豊下楢彦、北上田毅らとの共著。[5]
- 『東アジアの米軍再編　在韓米軍の戦後史』（２０２２年、吉川弘文館）我部政明との共著[6]
- 『自壊する「日本」の構造』（２０２４年、みすず書房）島薗進らとの共著